# Instituto de Gestão do Património Arquitectónico e Arqueológico
 (novembre 2023).
Si vous disposez d'ouvrages ou d'articles de référence ou si vous connaissez des sites web de qualité traitant du thème abordé ici, merci de compléter l'article en donnant les références utiles à sa vérifiabilité et en les liant à la section « Notes et références ».
L’institut de gestion du patrimoine architectural et archéologique (Instituto de Gestão do Património Arquitectónico e Arqueológico, abréviation IGESPAR) est une institution publique portugaise chargée de la gestion, la sauvegarde, la conservation et la valorisation des biens ayant un intérêt historique, artistique, plastique, scientifique, social et technique, pour ce qui concerne le patrimoine culturel, architectural et archéologique du Portugal. Elle a été fondée en 2011.